# Lucili Capitó
Lucili Capitó (en llatí Lucilius Capito) va ser un magistrat romà del segle i.
Va ser nomenat procurador de la província d'Àsia l'any 23. Acusat pels provincials de malversació va ser jutjat pel senat romà. L'esmenta Tàcit als seus Annals.